# Faurea forficuliflora
Faurea forficuliflora är en tvåhjärtbladig växtart som beskrevs av John Gilbert Baker. Faurea forficuliflora ingår i släktet Faurea och familjen Proteaceae. Utöver nominatformen finns också underarten F. f. elliptica.